# Casey Blake
William Casey Blake (Des Moines, Iowa, 23 de agosto de 1973) es un exbeisbolista estadounidense. Jugó para Los Angeles Dodgers desde el 2008 hasta su retiro y su posición habitual era tercera base.

## Trayectoria
Inició su carrera profesional en 1999 con Toronto Blue Jays. Posteriormente participó con los equipos Minnesota Twins (2000-2001, 2002) y Baltimore Orioles (2001). En 2003 pasó a formar parte de las filas de Cleveland Indians logrando participar en la disputa por el campeonato de la Liga Americana en 2007. 
Blake juega desde 2008 con Los Angeles Dodgers y ha llegado a disputar dos series por el campeonato de la Liga Nacional de manera consecutiva (2008-2009). Hasta 2010 su porcentaje de fildeo es de .956.